# وکرسویلر
وکرسویلر (به فرانسوی: Veckersviller) یک کمون در فرانسه است که در Canton of Fénétrange واقع شده‌است.

## خصوصیات
وکرسویلر ۴٫۷۹ کیلومترمربع مساحت و ۲۵۵ نفر جمعیت دارد و ۳۲۰ متر بالاتر از سطح دریا واقع شده‌است.